# Pawieł Kriwcow
Pawieł Aleksandrowicz Kriwcow (ros. Павел Александрович Кривцов; ur. 21 czerwca 1995) – rosyjski zapaśnik startujący w stylu wolnym. Pierwszy w Pucharze Świata w 2019 i drugi w 2016 roku.